# Peritrichia ovina
Peritrichia ovina är en skalbaggsart som beskrevs av Carl Peter Thunberg 1818. Peritrichia ovina ingår i släktet Peritrichia och familjen Melolonthidae. Inga underarter finns listade i Catalogue of Life.